# Sonja Edström
Sonja Edström   (Luleå, 18 de novembre de 1930 - Nederluleå, 15 d'octubre de 2020), també coneguda amb el nom de Sonja Ruthström-Edström, fou una esquiadora de fons sueca.

## Biografia
Sonja Edström va néixer el 18 de novembre de 1930 a la ciutat de Luleå, població que és la capital del comtat de Norrbotten. La seva mare va morir quan era petita i ella va haver de treballar de molt jove. Durant més de trenta anys va treballar d'auxiliar d'infermeria a l'hospital de Luleà. A partir del seu casament, l'any 1958, inclogué el cognom del seu marit en el seu propi cognom.
Va morir a la seva ciutat natal el 15 d'octubre de 2020.

## Carrera esportiva
En els Jocs Olímpics d'Hivern de 1952, disputats a Oslo (Noruega), participà en la prova de 10 km, aconseguint l'onzena posició. En els Jocs Olímpics d'Hivern de 1956, disputats a Cortina d'Ampezzo (Itàlia), participà en la prova de 10 km i de relleus 3x5 km, aconseguint en les dues proves la medalla de bronze. En els Jocs Olímpics d'Hivern de 1960, celebrats a Squaw Valley (Estats Units), participà en la prova de 10 km, on finalitzà cinquena, i en la prova de relleus 3x5 km, on aconseguí la medalla d'or.
En el Campionat del Món d'esquí de fons aconseguí dues medalles en les proves de relleus 3x5 quilòmetres en les edicions de 1954 i 1958.
Entre 1953 i 1960 va guanyar un total de 12 campionats suecs individuals i tres en el relleu, va aconseguir tres victòries als Jocs d'esquí suecs a Falun i una als Jocs de Lahti.